# Velfjord

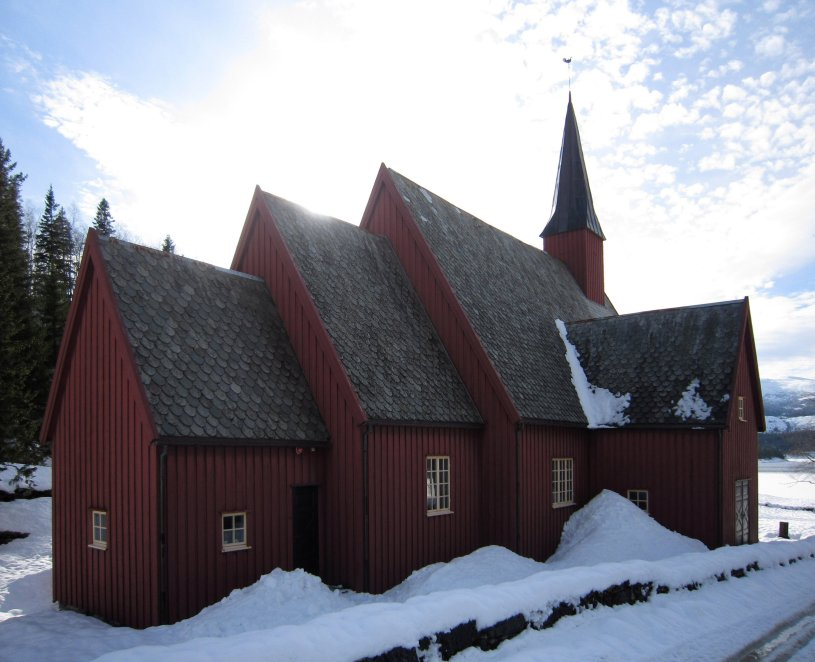
Église Velfjord.

Velfjord est une ancienne municipalité du comté de Nordland, en Norvège. Le centre administratif se nommait Hommelstø. La nouvelle municipalité recensait de 1 162 habitants. Le 1er janvier 1964, Velfjord est réunifié avec la municipalité Brønnøy.